# Moira Abernethy
Moira Abernethy (n. 29 mai 1939) este o înotătoare sud-africană, medaliată olimpică. A participat la o ediție a Jocurilor Olimpice (1956) în care a câștigat o medalie de bronz.

## Participări
Lista de mai jos prezintă principalele competiții la care a participat Moira Abernethy de-a lungul carierei.
- swimming at the 1956 Summer Olympics – women's 4 × 100 metre freestyle relay[*]